# Cristina Isabel de Eslésvico-Holsácia-Sonderburgo
Cristina Isabel de Eslésvico-Holsácia-Sonderburgo (23 de Junho de 1638 - 7 de Junho de 1679), foi uma nobre alemã, membro da Casa de Oldemburgo e, por casamento, duquesa de Saxe-Weimar.

## Origens
Nascida em Sonderburg, foi a segunda dos quatro filhos nascidos de João Cristiano, Duque de Eslésvico-Holsácia-Sonderburgo e da condessa Ana de Oldemburgo-Delmenhorst. Entre os seus três irmãos, dois chegaram à idade adulta: Doroteia Augusta (condessa de Hesse-Itter por casamento) e Cristiano Adolfo, Duque de Eslésvico-Holsácia-Sonderburgo.

## Casamento e descendência
Em Weimar, a 14 de Agosto de 1656, Cristina Isabel casou-se com João Ernesto, Príncipe-Herdeiro de Saxe-Weimar. Juntos, tiveram cinco filhos:
1. Ana Doroteia de Saxe-Weimar (12 de Novembro de 1657 - 23 de Junho de 1704), abadessa de Quedlimburgo (1685–1704).
2. Guilhermina Cristina de Saxe-Weimar (26 de Janeiro de 1658 - 30 de Junho de 1712), casada com Cristiano Guilherme I, Príncipe de Schwarzburg-Sondershausen; com descendência.
3. Leonor Sofia de Saxe-Weimar (22 de Março de 1660 - 4 de Fevereiro de 1687), casada com Filipe, Duque de Saxe-Merseburg-Lauchstädt; com descendência.
4. Guilherme Ernesto, Duque de Saxe-Weimar (19 de Outubro de 1662 - 26 de Agosto de 1728), casado com a princesa Carlota Maria de Saxe-Jena; sem descendência.
5. João Ernesto III, Duque de Saxe-Weimar (22 de Junho de 1664 - 10 de Maio de 1707), casado primeiro com a princesa Sofia Augusta de Anhalt-Zerbst; com descendência. Casado depois com a princesa Carlota de Hesse-Homburgo; com descendência.

Após a morte do seu sogro em 1662, Cristina Isabel tornou-se duquesa de Saxe-Weimar.
Morreu em Weimar aos quarenta anos de idade. Encontra-se sepultada na Fürstengruft, em Weimar.

## Genealogia
| Cristina Isabel de Eslésvico-Holsácia-Sonderburgo | Pai: João Cristiano, Duque de Eslésvico-Holsácia-Sonderburgo | Avô paterno: Alexandre, Duque de Eslésvico-Holsácia-Sonderburgo | Bisavô paterno: João II, Duque de Eslésvico-Holsácia-Sonderburgo-Plön |
| Cristina Isabel de Eslésvico-Holsácia-Sonderburgo | Pai: João Cristiano, Duque de Eslésvico-Holsácia-Sonderburgo | Avô paterno: Alexandre, Duque de Eslésvico-Holsácia-Sonderburgo | Bisavó paterna: Isabel de Brunswick-Grubenhagen                       |
| Cristina Isabel de Eslésvico-Holsácia-Sonderburgo | Pai: João Cristiano, Duque de Eslésvico-Holsácia-Sonderburgo | Avó paterna: Doroteia de Schwarzburg-Sondershausen              | Bisavô paterno: João Günther I, Conde de Schwarzburg-Sondershausen    |
| Cristina Isabel de Eslésvico-Holsácia-Sonderburgo | Pai: João Cristiano, Duque de Eslésvico-Holsácia-Sonderburgo | Avó paterna: Doroteia de Schwarzburg-Sondershausen              | Bisavó paterna: Ana de Oldemburgo-Delmenhorst (1539–1579)             |
| Cristina Isabel de Eslésvico-Holsácia-Sonderburgo | Mãe: Ana de Oldemburgo-Delmenhorst                           | Avô materno: António II, Conde de Oldemburgo-Delmenhorst        | Bisavô materno: António I, Conde de Oldemburgo-Delmenhorst            |
| Cristina Isabel de Eslésvico-Holsácia-Sonderburgo | Mãe: Ana de Oldemburgo-Delmenhorst                           | Avô materno: António II, Conde de Oldemburgo-Delmenhorst        | Bisavó materna: Sofia de Saxe-Lauenburgo                              |
| Cristina Isabel de Eslésvico-Holsácia-Sonderburgo | Mãe: Ana de Oldemburgo-Delmenhorst                           | Avó materna: Sibila Isabel de Brunsvique-Dannenberg             | Bisavô materno: Henrique, Duque de Brunsvique-Dannenberg              |
| Cristina Isabel de Eslésvico-Holsácia-Sonderburgo | Mãe: Ana de Oldemburgo-Delmenhorst                           | Avó materna: Sibila Isabel de Brunsvique-Dannenberg             | Bisavó materna: Úrsula de Saxe-Lauenburgo                             |